# 亂世豪門
《亂世豪門》（英語：The War of Betrayal 1895）為台灣公共電視於2007年10月推出的歷史戲劇，戲劇背景為1895年前後的乙未戰爭與日治時代初期動亂。雖說該劇中的「豪門」內所有主人翁為杜撰，但是週遭配角如劉永福、唐景崧卻為歷史真實人物。
該劇首播期間的贊助商為台塑關係企業。主題曲亂世豪門，吳念真作詞，蔡振南主唱；片尾曲感情線，張錫安作詞，Jewel作曲，黃乙玲主唱。

## 簡介
《亂世豪門》自詡以「台灣人的觀點」來描寫19世紀末台灣與清廷的關係；同時該戲劇也深刻描繪台灣人於日本殖民台灣初期，抗日、親日間的心靈衝突。
該劇背景起始於1894年的清日甲午戰爭及該戰爭後續的《馬關條約》及台日乙未戰爭。因此，劇名中的「亂世」就是指遭清朝割讓及日治時期初期的台灣；而「豪門」則指虛構的，於日治初期遭台灣總督府戕害的台北大稻埕王家豪富。

## 劇本
2005年，公視決議拍攝以乙未戰爭為源的大型電視劇，因題材敏感與製作困難，因此決定交由擁有同題材電影劇本的電影導演萬仁參與；而前期作業則是以電影轉換電視劇本的方式進行。為了兼顧收視與品質，劇本最後融合真實歷史事件與虛構的家族人物情節，即具有「大時代」及「大家族」兩劇情鋪陳。《亂世豪門》團隊表示，該劇最終理想為希望能達到《雍正王朝》、《德川家康》、《明成皇后》、《大宅門》及《喬家大院》等知名戲劇的劇作品質與內涵。

## 影劇觀點
台灣知名導演萬仁所執導的《亂世豪門》，戲劇主軸前半部描繪清朝因甲午戰爭戰敗，馬關條約將福建台灣省割讓予日本，士紳為求抗日而建立台灣民主國。劇中直指該建國過程為「荒謬劇」。劇中不但批評清朝政府瞞頇無能、台灣民主國的倉促成立、體制粗糙，也強調該國總統唐景崧等主事者因無能畏縮，讓建國成為曇花一現。

除了闡述台灣民主國荒謬外，該劇也充滿抗日情緒。以虛構的兩男主角為例：其中演出「親日」致富商人的台灣演員范植偉為大反派，「仇日」「抗日」愛國商人的台灣演員溫昇豪為正派。戲劇中一再強調日軍於日治時期初期對台灣人的「勒索、搜括」，認為乙未戰爭的「仇日抗日」行為代表台灣民主思想的萌發與奮進。

## 角色

### 歷史真實人物
該劇最主要特色為登場的歷史人物均於台灣戲劇罕見。尤其，劇中善惡分明的角色分配，也傳達萬仁編導「以台灣人的觀點看待歷史」及「永遠忠於大清的建國」、「抗日」的戲劇主軸。
- 劉銘傳：中國安徽人，首任台灣巡撫（1885年－1891年），遭陷害離台。
- 邵友濂：中國浙江人，台灣第二任巡撫（1891年－1894年）。為私利，聯合唐景崧，阻止劉永福駐軍於台北。
- 唐景崧：中國廣西人，參本獲得台灣新任巡撫（1894年）、之後成為台灣民主國大總統（1895年）；抗日事敗逃回中國大陸。
- 劉永福：中國廣東人，中法戰爭英雄、台灣民主國第二任總統；抗日事敗逃回大陸。
- 林朝棟：台灣霧峰人，林家富豪，台灣民主國國會議長，乙未戰爭中途舉家逃至大陸。
- 辜顯榮：台灣鹿港人，原為小店商，因引日軍進入台北城而成為權貴豪門，如日中天。
- 黎景嵩：台灣民主國之台灣知府，抗日事敗逃回大陸。
- 吳湯興、姜紹祖、吳彭年：或生員或軍人，皆為抗日領導份子，長期在台灣對日抗戰，並前後於各主要台灣攻防戰役中「英勇」戰死。
- 柯鐵虎、林少貓、簡大獅，合稱「抗日三猛」，皆英年遭日軍滅殺。
- 伊藤博文、樺山資紀、北白川宮能久親王、水野遵、桂太郎、乃木希典、後藤新平：日本征伐治台重要官員，以龐大武力招撫、討剿主要台灣平民組成的抗日游擊武力；之後，並以硬軟手段剷除台灣民主國滅亡後的抗日勢力。

## 製作團隊

### 幕後工作人員
- 監製：徐秋華
- 督導：張朝晟
- 製作人：萬仁、廖慶松
- 導演：萬仁、蘇沅峰
- 製作協調：朱慕蓉
- 製作統籌：潘俊豪
- 編劇：萬仁、蔡秀女、吳洛纓
- 作曲：周志華

### 主要演員

#### 虛構人物
- 溫昇豪 飾演 王文傑
- 范植偉 飾演 陳武龍(配音：李飛)
- 龍天翔 飾演 王世祥
- 蘇明明 飾演 王夫人
- 謝欣穎 飾演 王素琴
- 許安安 飾演 秋蓮 （胡安安）
- 葉鵬 飾演 董繼昌
- 蒙亭宜 飾演 雲英

#### 歷史真實人物
- 湯志偉 飾演 邱逢甲
- 海波 飾演 唐景崧
- 李明 飾演 劉永福
- 薛中銳 飾演 李鴻章
- 周世藝 飾演 辜顯榮
- 周玉來 飾演 邵友濂
- 张颂文 飾演 光緒
- 蘇丹丹 飾演 慈禧
- 米七偶 飾演 伊藤博文

## 外部連結
- 公共電視 亂世豪門 （页面存档备份，存于）